# Martina Stella
Pour les articles homonymes, voir Stella.
Martina Stella, née le 28 novembre 1984 à Florence en Toscane est une actrice italienne. 

## Biographie
En 1998-1999, elle suit le cours d'art dramatique de la Scuola di Cinema Immagina de Florence, sous la direction du réalisateur Giuseppe Ferlito (it). En février 2001, alors qu'elle n'a que 16 ans, elle fait ses débuts, salués par le public et la critique, dans Juste un baiser, sous la direction de Gabriele Muccino. D'autres œuvres pour le grand écran suivent : Nemmeno in un sogno (it) de Gianluca Greco et Un amore perfetto (it) de Valerio Andrei.
À l'âge de 17 ans, elle s'installe à Rome.
Au cours de la saison 2002-2003, elle fait ses débuts au théâtre en jouant le rôle de Clementina dans la comédie musicale Aggiungi un posto a tavola, dirigée par Pietro Garinei, avec Giulio Scarpati. Elle est revenue au théâtre en 2006 dans Roméo et Juliette, mais s'est retirée après quelques représentations. Par la suite, il a surtout joué dans diverses séries télévisées : Augusto - Il primo imperatore, Le stagioni del cuore, L'amore e la guerra, avec Daniele Liotti, et La freccia nera, avec Riccardo Scamarcio. Après avoir tourné la mini-série de Raiuno TV Le ragazze di San Frediano, elle a joué dans le téléfilm de Canale 5 Piper, réalisé par Carlo Vanzina.

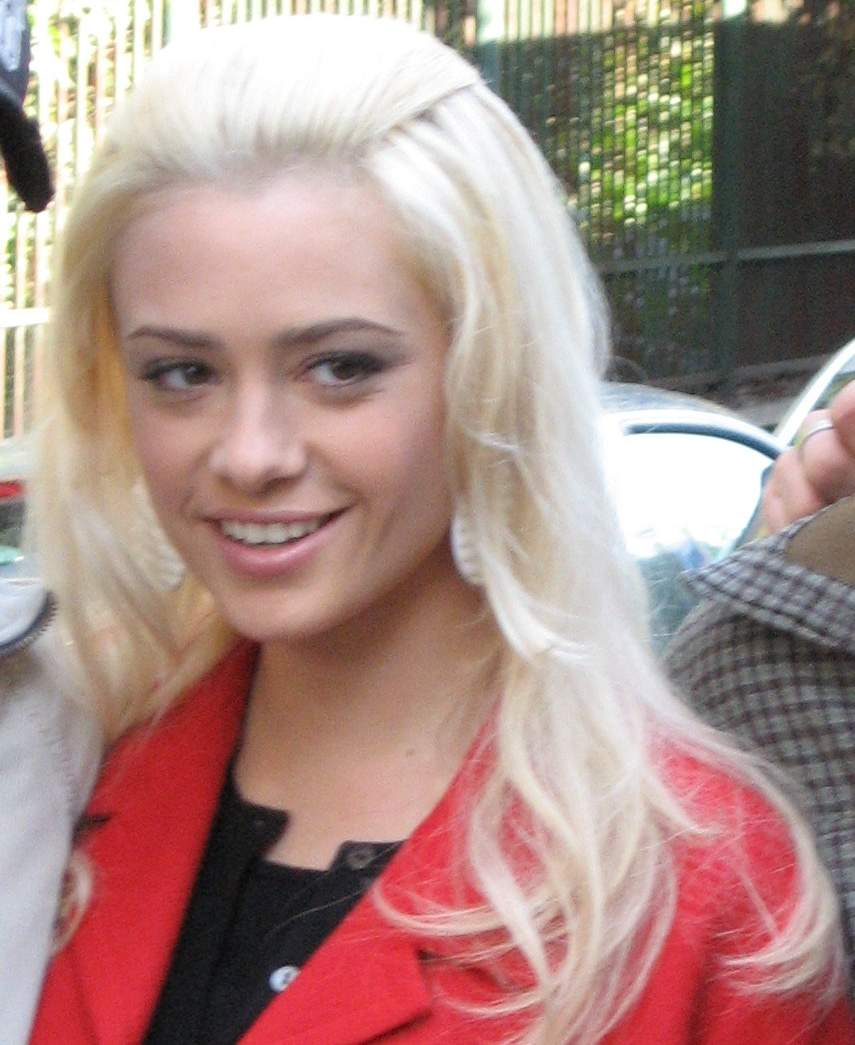
Martina Stella en 2006 durant le tournage du téléfilm Piper.

Elle revient au cinéma avec les films K. Il bandito (it) (2007), réalisé par Martin Donovan, Il mattino ha l'oro in bocca (it), réalisé par Francesco Patierno. En juin 2009, elle pose seins nus pour le magazine Playboy et l'année suivante dans Max.
Elle a également joué un petit rôle dans le film hollywoodien Ocean's Twelve en 2004. Elle a étudié l'anglais pour son rôle dans le film Nine de Rob Marshall en 2009.
Depuis le 20 janvier 2010, elle joue aux côtés de Francesco Facchinetti dans quatre épisodes de l'émission Il più grande (italiano di tutti i tempi), diffusée sur Rai 2. En été 2011, elle joue dans la mini-série télévisée Angeli e diamanti diffusée sur Canale 5. À l'automne 2011, elle fait ses débuts dans la série télévisée Tutti pazzi per amore 3, dans le rôle d'Elisa, la cousine de Monica (Carlotta Natoli) et la petite amie de Giampaolo (Ricky Memphis). Elle a également joué dans la mini-série télévisée de la Rai 1 Tiberio Mitri - Il campione e la miss, aux côtés de Luca Argentero.
En 2012, elle participe à la mini-série télévisée Caruso, la voce dell'amore, où elle joue le rôle de Rina Giachetti.
En 2014, elle joue dans le film Sapore di te, réalisé par Carlo Vanzina, et remporte un prix au Italian Contemporary Film Festival  de Toronto pour le scénario du film OOBI.
En 2015, elle fait partie de la distribution du film La Course de toutes les passions de Claudio Uberti, une comédie dans le milieu de la course automobile Mille Miglia. La même année, elle participe en tant que juge au télé-crochet Chance sur Agon Channel.
En 2016, elle participe à plusieurs productions : au cinéma, elle fait partie des protagonistes des films À point nommé, réalisé par Massimo Cappelli, et Attesa e cambiamenti (it), réalisé par Sergio Colabona, tandis qu'à la télévision, il fait partie de la distribution des fictions Matrimoni e altre follie, diffusée sur Canale 5, et L'allieva, diffusée par Raiuno.
En février 2017, elle revient à la télévision dans le rôle d'Elena dans le drame Amore pensaci tu, diffusé en première partie de soirée sur Canale 5. Parallèlement, elle participe en tant que candidate à la douzième édition de l'émission Ballando con le stelle, animée par Milly Carlucci sur Rai 1, où elle arrive en troisième position.

### Vie privée
Elle a eu des relations avec Valentino Rossi, Lapo Elkann et Primo Reggiani. De 2011 à 2014, elle est en couple avec Gabriele Gregorini, avec lequel elle a eu une fille.
En février 2015, elle rend publique sa relation avec l'avocat spécialiste du football Andrea Manfredonia, qu'elle épouse le 3 septembre 2016 et avec qui elle a un fils. En août 2023, le couple se sépare pour des raisons non précisées.

## Filmographie
- 2001 : Juste un baiser (L'ultimo bacio) de Gabriele Muccino
- 2001 : Un amore perfetto (it) de Valerio Andrei
- 2002 : Amnèsia de Gabriele Salvatores
- 2002 : Nemmeno in un sogno (it) de Gianluca Greco (it)
- 2004 : Ocean's Twelve de Steven Soderbergh
- 2007 : Ripopolare la Reggia (it) (Peopling the Palaces at Venaria Reale) de Peter Greenaway
- 2007 : K. Il bandito (it) de Martin Donovan
- 2008 : Il mattino ha l'oro in bocca (it) de Francesco Patierno
- 2008 : Il seme della discordia (it) de Pappi Corsicato
- 2009 : Un'estate ai Caraibi (it) de Carlo Vanzina
- 2009 : Nine de Rob Marshall
- 2010 : Ti presento un amico (it) de Carlo Vanzina
- 2014 : Sapore di te de Carlo Vanzina
- 2014 : La Course de toutes les passions (Rosso Mille Miglia) de Claudio Uberti
- 2016 : À point nommé (Prima di lunedì) de Massimo Cappelli
- 2016 : Attesa e cambiamenti (it) de Sergio Colabona (it)
- 2016 : Prigioniero della mia libertà (it) de Rosario Errico
- 2018 : Un Noël cinq étoiles (Natale a cinque stelle) de Marco Risi
- 2020 : Lockdown all'italiana (it) d'Enrico Vanzina
- 2023 : Bang Bank d'I Ditelo voi (it)